# Sylvain (prénom)
Pour les articles homonymes, voir Sylvain.
Cette page présente le prénom Sylvain ainsi que ses variantes.
« Sylvain » est un prénom masculin  français. Signifiant « être des bois, des champs, de la forêt », il vient de silva qui veut dire « forêt » en latin et de ulai en grec. Ce nom commença à être donné parmi les chrétiens en référence à saint Sylvain de Gaza.

## Variantes
- français : formes masculines Silvain, et formes féminines Sauvanne, Silvaine, Sylvaine, Silvine, Sylvane et Sylvanie[1].
- anglais : Silvan, Sylvan
- allemand : Silvan
- espagnol: Silvano
- italien : Silvano, Silvani, Silvio, Silvan, Salvan (Vénétie)
- grec moderne : (Silouanos)
- polonais : Sylwan
- poitevin : Sauvan
- occitan (provençal, languedocien, etc.) : Sauvan, Silvan (Salvan, Seuvan, Sauvant, Sauva, Salva, Sivan, Silven sont également des noms de famille et anciens prénoms. Les formes les plus répandues sont celles en -a qui sont des déformations du -e provenant du -i latin)
- russe : (Silouan)
- Suisse : Sylvain, Sauvain
- turc: Silven

De même étymologie, on trouve les prénoms Sylvestre, Sylviane et Sylvie.

## Personnalités portant ce prénom
- Pour l'ensemble des articles sur les personnes portant ce prénom, consulter :
  - la liste des articles dont le titre commence par ce prénom
  - les listes produites par Wikidata : Liste des personnes de prénom « Sylvain » — même liste en incluant les éventuels prénoms composés qui contiennent « Sylvain ».

### Empereur et président
- Sylvain, usurpateur romain en 355.
- Sylvain Salnave (° 1826 - † 1870), président d'Haïti du 14 juin 1867 au 15 janvier 1870.

### Saints
- Sylvain de Thessalonique, l'un des 70 disciples de Jésus-Christ (4 janvier et 30 juillet).
- Sylvain de Rome (mort vers 164), fils de sainte Félicité de Rome (25 janvier).
- Sylvain de Gaza (mort en 311), évêque martyr (4 mai).
- Sylvain d'Émèse (mort en 312), évêque martyr (29 janvier).
- Sylvain de Thérouanne (mort en 717), moine (17 février).
- Silouane de l'Athos (mort en 1938), moine (24 septembre).